# One Kansas City Place
El One Kansas City Place es el edificio más alto del estado estadounidense de Misuri. Está ubicado en el Downtown de Kansas City, Misuri, delimitado por 12th Street al norte, Baltimore Avenue al oeste y Main Street al este. Construido en 1988, este rascacielos de 189,9 m fue diseñado por Patty Berkebile Nelson & Immenschuh y reemplazó al Town Pavilion como el edificio más alto de la ciudad.
One Kansas City Place fue diseñado para ser una versión de los años 1980 del famoso edificio art déco de 30 pisos de Kansas City, el Ayuntamiento de Kansas City, que se encuentra a cinco cuadras al este de Main en 12th Street.

## Historia

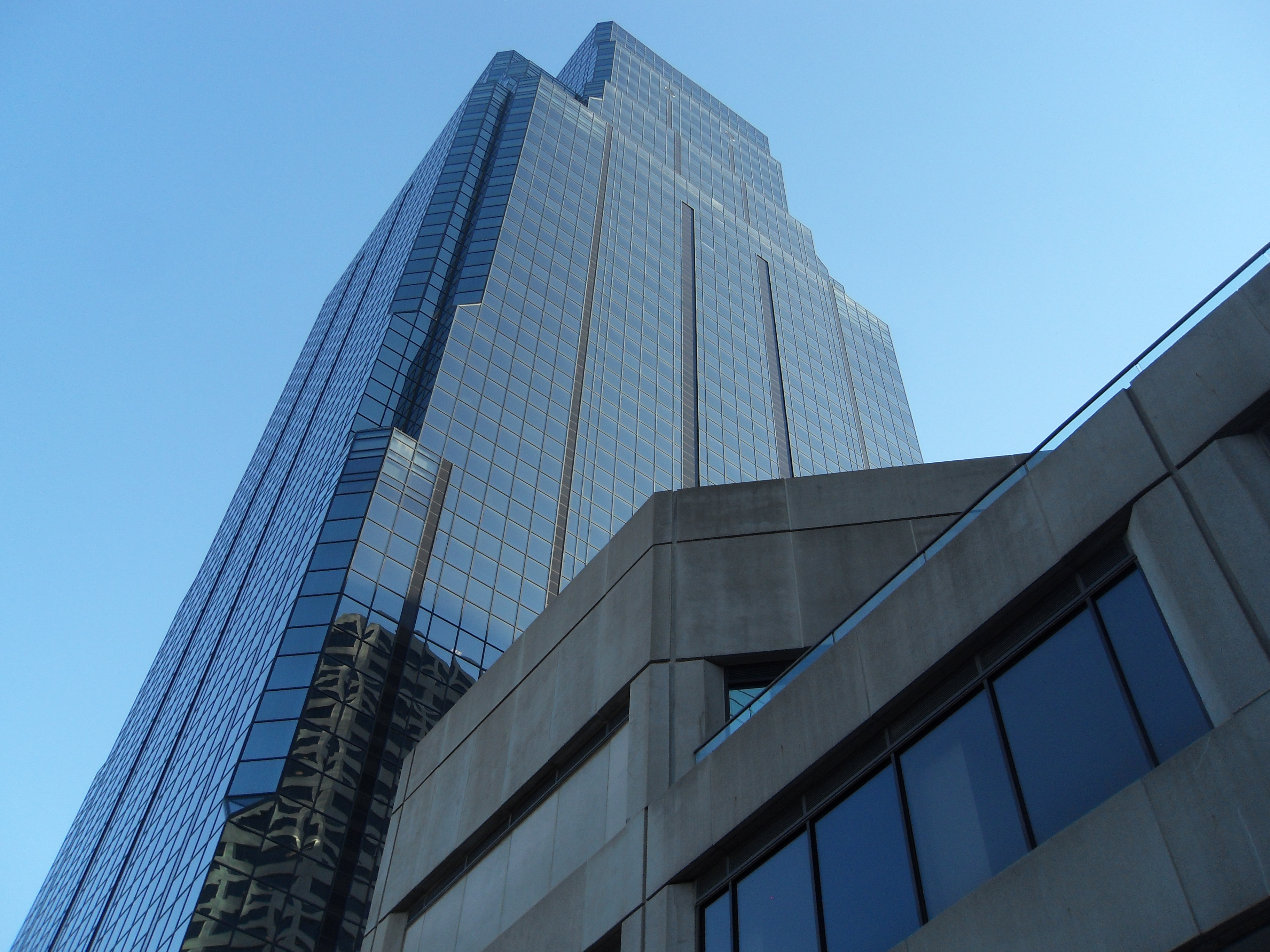
Mirando hacia One Kansas City Place desde Main Street.

One Kansas City Place se construyó como la primera parte de un proyecto mucho más grande llamado Kansas City Place, que nunca se completó. El proyecto debía incluir casas adosadas, torres de oficinas y torres residenciales / hoteleras. El proyecto Kansas City Place se propuso originalmente durante el boom inmobiliario de la década de 1980. El plan fue desarrollado por Frank Morgan y su tío Sherman Dreiseszun, quien anteriormente había construido Town Pavilion que se completó en 1986.
La torre fue propuesta para el área de South Loop (So-Lo) al sur del distrito comercial central del centro. El proyecto incluyó una plétora de rascacielos con usos que van desde oficinas hasta hoteles y edificios residenciales. Afirmaciones sin fundamento sostienen que una de las principales causas del fracaso del proyecto para alcanzar su plena estatura fueron las quejas de los residentes, que afirman que arruinaría el horizonte de Kansas City, que se había mantenido prácticamente sin cambios durante 30 años.
One Kansas City Place iba a ser la tercera más alta de varias torres construidas, aunque es la más alta que se construyó realmente. Hoy en día, es uno de los edificios más reconocibles del panorama urbanode Kansas City.
Morgan y Dreiseszun (que operan como MD Management) verían que algunos de sus bancos quiebran a raíz del proyecto en la crisis de ahorros y préstamos. Serían acusados de cargos federales de manipulación de licitaciones para obtener contratos gubernamentales. Morgan moriría en 1993 y Dreiseszun se declararía culpable de un delito menor y pagaría una multa de 375.000 dólares estadounidenses.

## Encendiendo
En los cuatro lados de su parte superior, One Kansas City Place brilla por la noche con luces rojas, blancas y azules. A lo largo del año, los colores cambian a rojo y amarillo para los partidos importantes de los Kansas City Chiefs, azul y blanco para los partidos importantes de los Kansas City Royals, rojo para el Día de San Valentín, verde para el Día de San Patricio, rosa para el Mes de Concientización sobre el Cáncer de Mama (octubre), y rojo y verde para Navidad.

## Inquilinos
Bank of America mantiene una gran sucursal en el vestíbulo inferior del edificio. Los inquilinos más grandes del edificio son Ernst & Young, una firma de contabilidad, y Bryan Cave, una firma de abogados con sede en St. Louis. Karbank Real Estate Company, una destacada empresa de desarrollo industrial y corretaje, ocupa el piso 39. Great Plains Energy y la subsidiaria Kansas City Power & Light Co. ocuparon un espacio en el edificio en 2009. EHI proporciona seguridad a los inquilinos a través de Securitas AB.